# Ormeniș
Ormeniș (in ungherese Ürmös) è un comune della Romania di 2065 abitanti, ubicato nel distretto di Brașov, nella regione storica della Transilvania.